# Huntsdale (Missouri)
Huntsdale est un village du comté de Boone, dans le Missouri, aux États-Unis,. Situé au sud-ouest du comté, il est fondé en 1892.

## Démographie
Lors du recensement de 2010, le village comptait une population de 31 habitants. Elle est estimée, en 2016, à 31 habitants.

## Source de la traduction
- (en) Cet article est partiellement ou en totalité issu de l’article de Wikipédia en anglais intitulé « Huntsdale, Missouri » (voir la liste des auteurs).